# Йохан фон Тинен
Йохан II фон Тинен (на немски: Johann II von Thienen, „dictus de Tyne“; * 1342; † 1397 или 1410 в Елмлое, Куксхафен, в Долна Саксония) е рицар, благородник от род Тинен (от Тийнен, днес в Белгия), чиновник в Холщайн, от 1381 г. трухзес и дрост на граф Николаус фон Холщайн-Рендсбург.
Той е син на Йохан I фон Тинен (* 1310) и съпругата му Анна.
През 1469 г. внук му Детлев/Дитлев фон Тиненан купува имението Валсторф от Людер фон Румор и построява замък Валсторф в окръг Пльон в Шлезвиг-Холщайн. Имението остава собственост на фамилията до 18 век.

## Фамилия
Йохан фон Тинен се жени за Анна Лембек/Лимбек (* ок. 1346), дъщеря на лекаря Клауз фон Лембек/Лимбек († 1372/1373) и Иде Хартвигсдатер Крумедиге, вдовица на граф Бенедикт III фон Алефелдт († сл. 1398). Те имат децата:
- Беата фон Тинен (* 1368), омъжена за рицар Ерик Зегебодсзон Крумедиге († 1439), висш стюард на датския кралски двор, дипломат на датска служба; прапрабаба на шведския крал Густав I Васа
- Клауз фон Тинен (* пр. 1410), амтман в Тондерн/Тьондер; баща на Детлев/Дитлев фон Тинен (* ок. 1440; † сл. 1487), построява замък Валсторф

- Дворецът Лембек
- Господарската къща Валсторф